# Probe nostis
Probe nostis ist eine Enzyklika von Papst Gregor XVI. Sie ist datiert auf den 18. September 1840 und trägt den Untertitel „Über die Verbreitung des Glaubens“, im Wesentlichen spricht der Papst die erfolgreiche Missionsarbeit auf der ganzen Welt an.
Die Enzyklika hat sechs Schwerpunkte:
- Der Papst prangert die Kampagne gegen die Kirche an, die aus seiner Sicht von Häretikern geführt werde;
- Er preist den durch Jesus Christus unterstützten Sieg in den Missionsländern;
- Der Papst erklärt dieses als einen Triumph der Missionsarbeit und der Kirche;
- Er spricht den Schmerz über die neuen Märtyrer aus, die in dieser Zeit für den Glauben hingerichtet worden sind;
- Gregor XVI. lobt und begrüßt die neuen Verbände, Initiativen und Ordensgemeinschaften, die sich zur Mission gegründet haben und hierfür betätigen würden;
- Letztlich preist der Papst die Verbreitung des Glaubens und deren Wirken, dieser Fortschritt sei im Glauben und der Liebe mit der Gottesmutter verbunden.